# Spectroscopie d’émission atomique

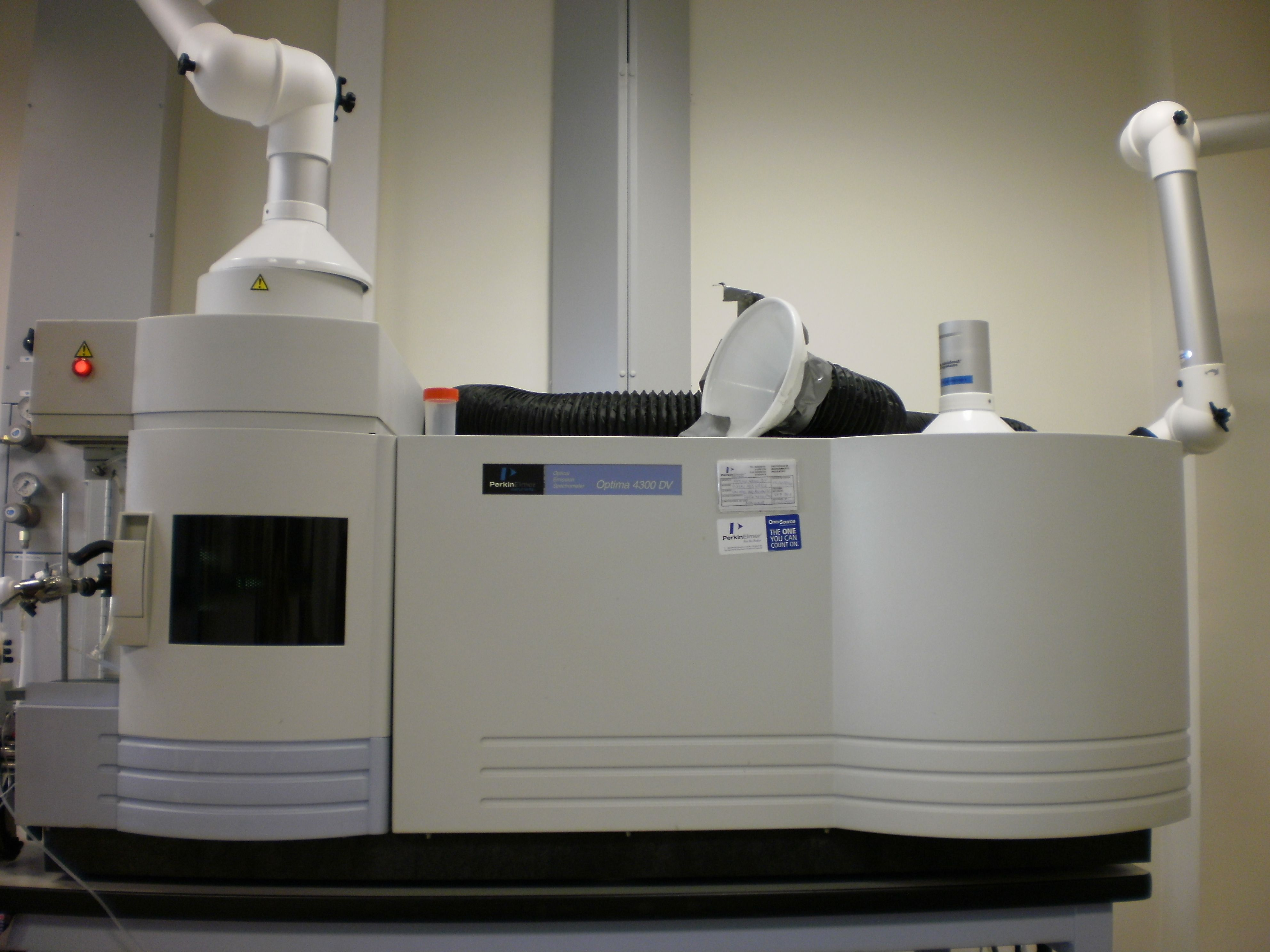
Spectromètre d'émission atomique à plasma à couplage inductif

La spectroscopie d'émission atomique (AES) est une méthode d'analyse chimique qui utilise l'intensité de la lumière émise par une flamme, un plasma, un arc ou une étincelle à une longueur d'onde particulière pour déterminer la quantité d'un élément dans un échantillon. La longueur d'onde de la raie spectrale atomique sur le spectre d'émission donne l'identité de l'élément tandis que l'intensité de la lumière émise est proportionnelle au nombre d'atomes de l'élément. L'échantillon peut être excité par diverses méthodes.

## Flamme

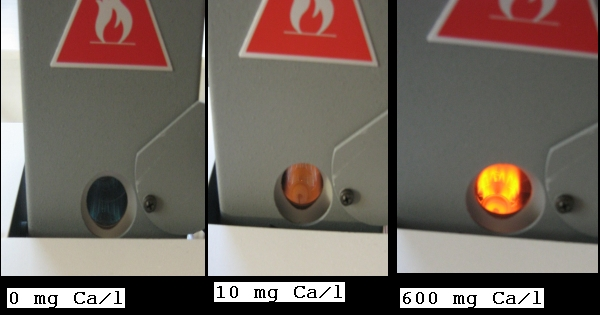
Une flamme lors de l'évaluation des ions calcium dans un photomètre de flamme

Un échantillon d'un matériau (analyte) est introduit dans une flamme sous forme de gaz, de solution pulvérisée, ou directement inséré dans la flamme à l'aide d'une petite boucle de fil, généralement en platine. La chaleur de la flamme évapore le solvant et rompt les liaisons intramoléculaires pour créer des atomes libres. L'énergie thermique excite aussi les atomes dans leurs états électroniques excités et qui émettent par la suite de la lumière lorsqu'ils reviennent à leur état électronique fondamental. Chaque élément émet de la lumière à une longueur d'onde caractéristique, qui est dispersée par un réseau ou un prisme et détectée dans le spectrophotomètre.

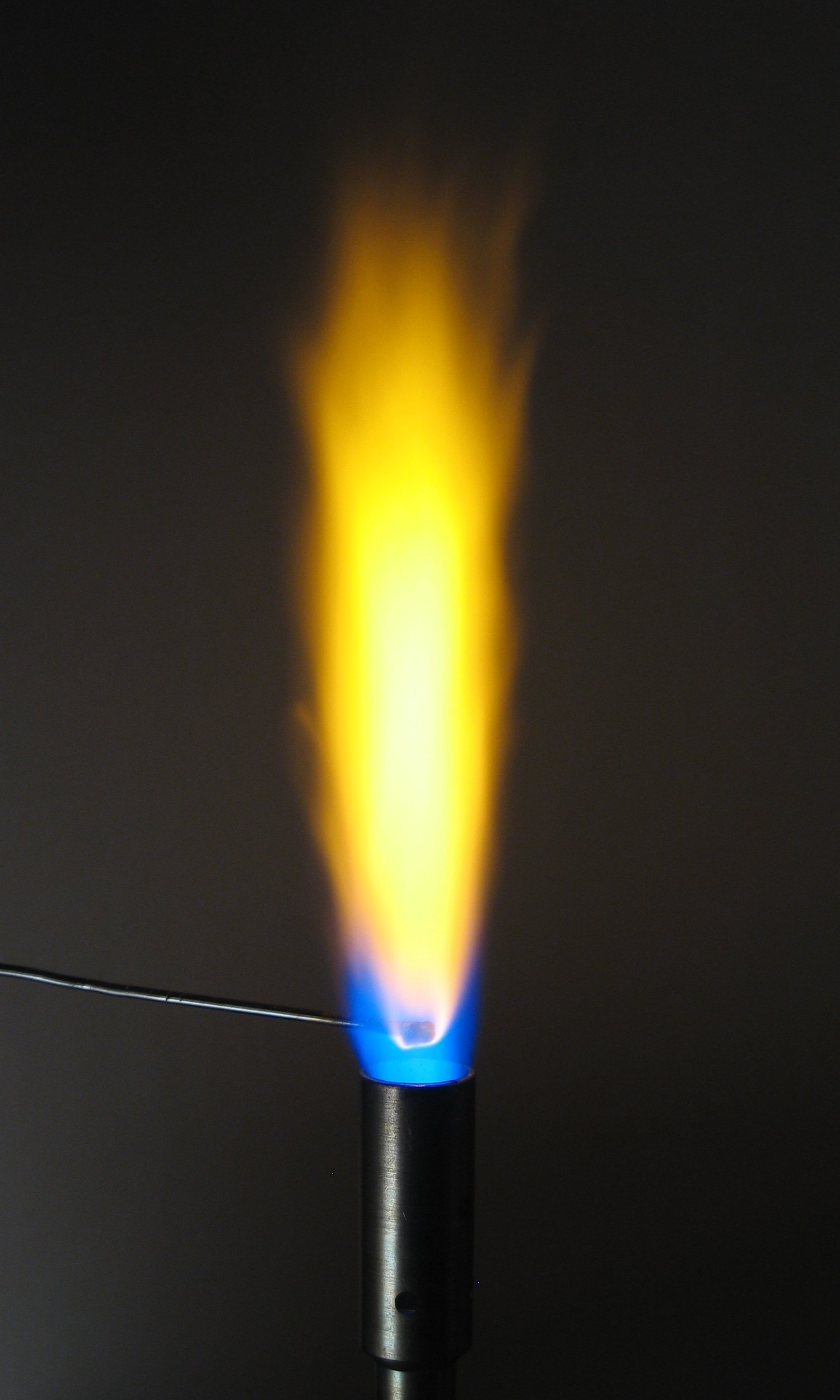
Des ions atomiques de sodium émettant de la lumière dans une flamme montrant une émission jaune brillante à 588,9950 et 589,5924 nanomètres de longueur d'onde.

Une application fréquente de la mesure d'émissions par la flamme est la régulation des métaux alcalins pour l'analyse pharmaceutique.

## Plasma à couplage inductif

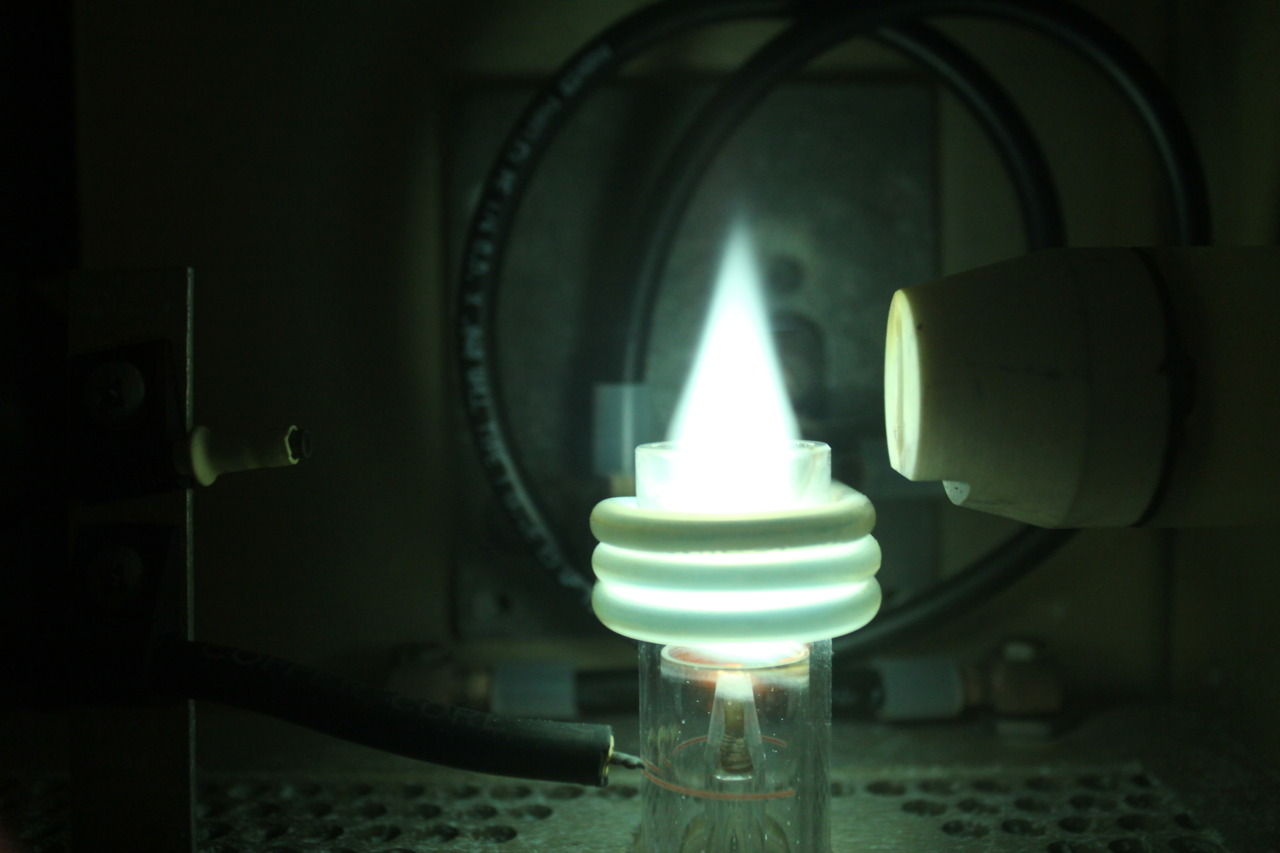
Source d'émission atomique à plasma à couplage inductif

La spectroscopie d'émission atomique à plasma à couplage inductif (ICP-AES) utilise un plasma à couplage inductif pour produire des atomes et des ions excités qui émettent un rayonnement électromagnétique à des longueurs d'onde caractéristiques d'un élément particulier,.  
Les avantages de l'ICP-AES sont une excellente limite de détection et une plage dynamique linéaire, une capacité multi-éléments, une faible interférence chimique et un signal stable et reproductible. Les désavantages sont les interférences spectrales (beaucoup de raies d'émission), le coût, et les frais d'exploitation, et le fait que les échantillons doivent généralement être dans une solution liquide.

## Étincelle et arc
La spectroscopie d'émission atomique à étincelle ou à arc est utilisée pour l'analyse des éléments métalliques dans les échantillons solides. Pour les matériaux non conducteurs, l'échantillon est broyé avec de la poudre de graphite pour le rendre conducteur. Dans les méthodes traditionnelles de spectroscopie à arc, un échantillon du solide était généralement broyé et détruit au cours de l'analyse. Un arc électrique ou une étincelle traverse l'échantillon, le chauffant à une température élevée pour exciter les atomes qu'il contient. Les atomes d'analyte excités émettent de la lumière à des longueurs d'onde caractéristiques qui peuvent être dispersées avec un monochromateur et détectées. Dans le passé, les conditions d'étincelle ou d'arc n'étaient généralement pas bien contrôlées, les analyses des éléments de l'échantillon étaient qualitatives. Cependant, les sources d'étincelles modernes avec des décharges contrôlées peuvent être considérées comme quantitatives. Les analyses d'étincelles quantitatives et qualitatives sont largement utilisées pour contrôler la qualité de production dans les fonderies et les installations de moulage des métaux.